# خرید و نگهداری
خرید و نگهداری (به انگلیسی: Buy and hold) راهبردی که به موجب آن سهام یک شرکت بعد از خرید، سالیان سال نگهداری می‌شود. طبق این راهبرد، از زمان ایجاد سبد سهام، تا پایان افق سرمایه‌گذاری، سهام فعالانه خرید و فروش نمی‌شود. نقطه مقابل آن، راهبرد خرید و فروش است.